# Muszaki
Muszaki (en allemand : Muschaken) est un village de Pologne, situé dans le gmina de Janowo, dans le powiat de Nidzica, dans la voïvodie de Varmie-Mazurie.
Jusqu'en 1954, il était le siège de la municipalité de Muschaken. Dans les années 1975-1998, le village appartenait administrativement à la province d'Olsztyn.
Le village est traversé par la route de voïvodie n° 604.

## Histoire
Le village a été fondé sur 20 champs en vertu de la loi Chełmno en 1359. En 1812, Muszaki comptait 34 maisons et 176 habitants. En 1858, le village couvrait une superficie de 3343 morga. En 1871, le village comptait 62 habitations et 439 habitants.
Au début du XIXe siècle, le village comptait une église, un ancien presbytère, un parc, la gare de Mushaki et un établissement d'enseignement appelé Emmaüs. L'église était meublée d'un calice antique, doré et gravé, de style gothique tardif. Le second calice était un calice baroque datant de 1752, date de la fondation du Pasteur Corpus Christi. Une paroisse évangélique existait à Muszaki depuis le XVIe siècle. En 1882, elle comptait 4451 fidèles de langue polonaise et 225 de langue allemande. En 1890, le village comptait 73 maisons et 429 habitants. En 1939, 631 personnes vivaient à Muszaki.
L'église a été détruite en 1945 et une chapelle a été construite à sa place.

## Légende locale
Selon la population locale, au cours de l'été 1873, un phénomène est apparu au-dessus de la colline locale, qui s'est déroulé de la manière suivante : une énorme lueur multicolore a été aperçue. Après quelques minutes, les cercles qui la formaient, émettant des bruits étranges, se sont élevés puis ont commencé à descendre, se répandant sur toute la zone. Le phénomène s'est répété quelques jours plus tard. Une description du phénomène a été publiée dans les pages de la Gazeta Olsztyńska par Edward Martuszewski, l'historien et publiciste décédé. Selon Martuszewski, le phénomène était naturel et causé par les gisements de minerai de fer de la région.

## Source
- (en) Cet article est partiellement ou en totalité issu de l’article de Wikipédia en anglais intitulé « Muszaki » (voir la liste des auteurs).